# Aglaia brownii
Aglaia brownii là một loài thực vật thuộc họ Meliaceae. Loài này có ở Úc, Indonesia, và Papua New Guinea.